# Aegilops cylindrica
Espèce
Statut de conservation UICN

LC : Préoccupation mineure
Aegilops cylindrica (ou Égilope cylindrique), communément appelé "herbe à chèvre articulée" est une espèce de la famille des Poceae. Il s'agit d'une plante annuelle herbacée thérophyte originaire d'Europe du Sud et d'Asie orientale. Elle appartient à la tribu des Triticeae, avec le blé et d'autres céréales mais est une espèce nuisible. Toutefois, sa proximité génétique avec ces céréales rend son isolement difficile sans affecter les récoltes.

## Description
Aegilops cylindrica est une plante de 30 à 60 cm, velue et à racine fibreuses. Ses tiges sont en touffe, dressées ou ascendantes et ses feuilles sont étroites, planes et rudes. L'épi est très étroit, long de 6 à 12 cm, linéaire-cylindrique, fragile et compte généralement de 4 à 10 épillets à 2-4 fleurs. Les épillets sont notamment oblongs-cylindriques et enfoncés dans l'axe. Les glumes paraissent non ventrues mais bombés, à une dent et une arête atteignant parfois 8cm. Les glumelles quant à elles sont terminée par 2 dents et une arête médiane très longue dans l'épillet supérieur.

Les glumes et les glumelles (lemme et paléole) sont visible sur les illustrations ci-dessous. Épillets d'Aegilops cylindrica développé avec : Glumes (Glu), Lemmes (Lem ; Lem"' de la fleur stérile) et Paléoles (Pal).

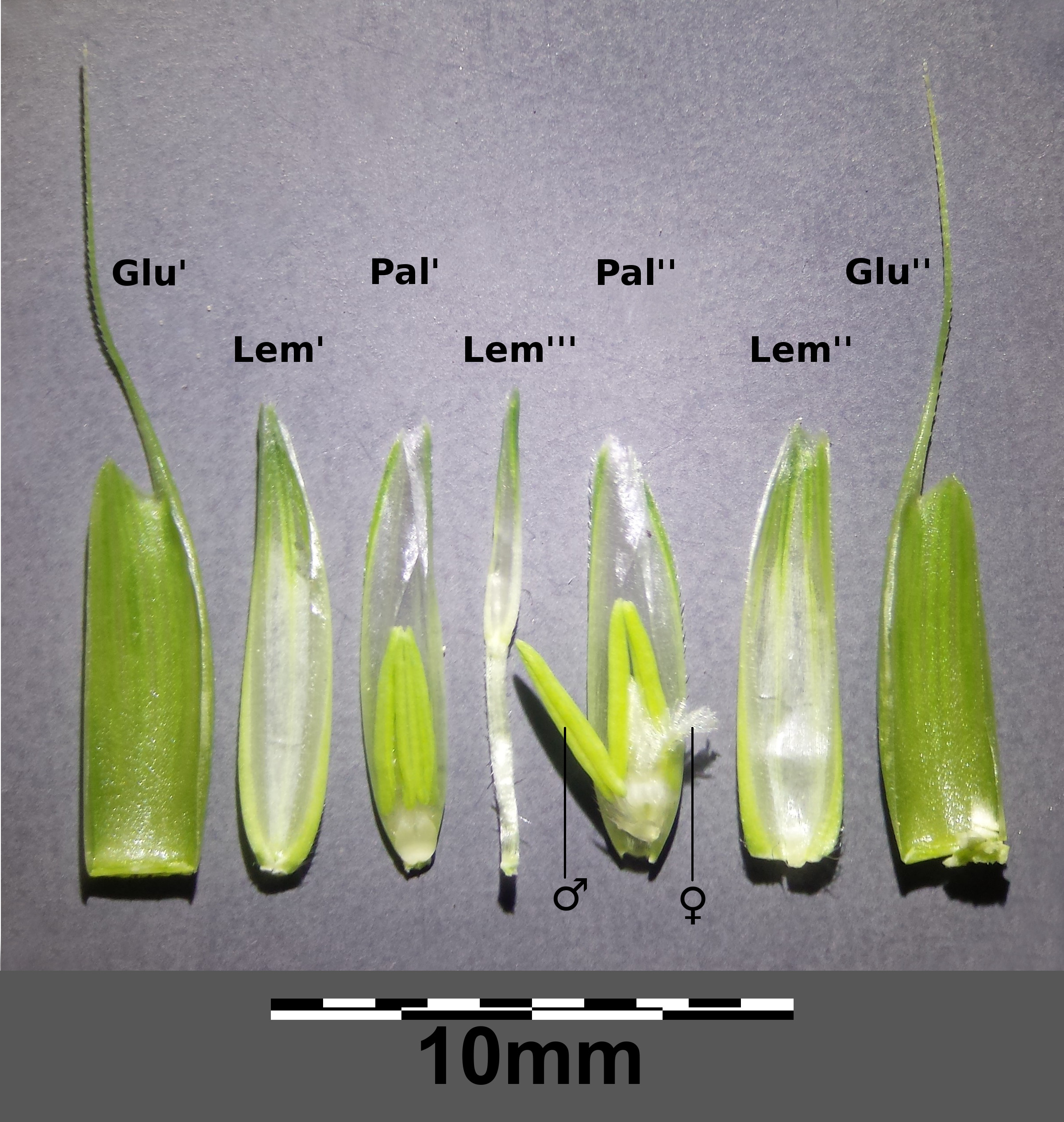
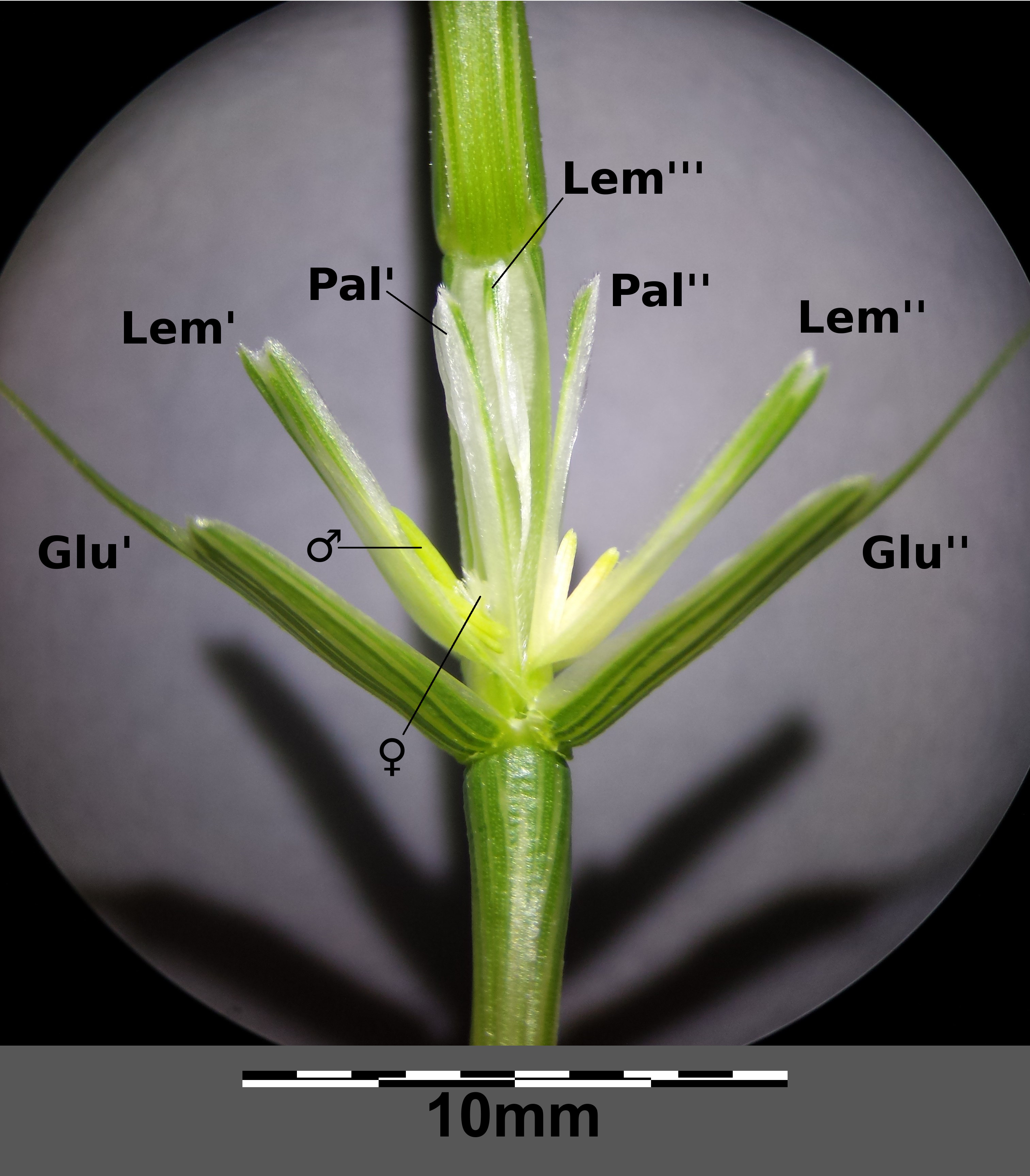

## Reproduction

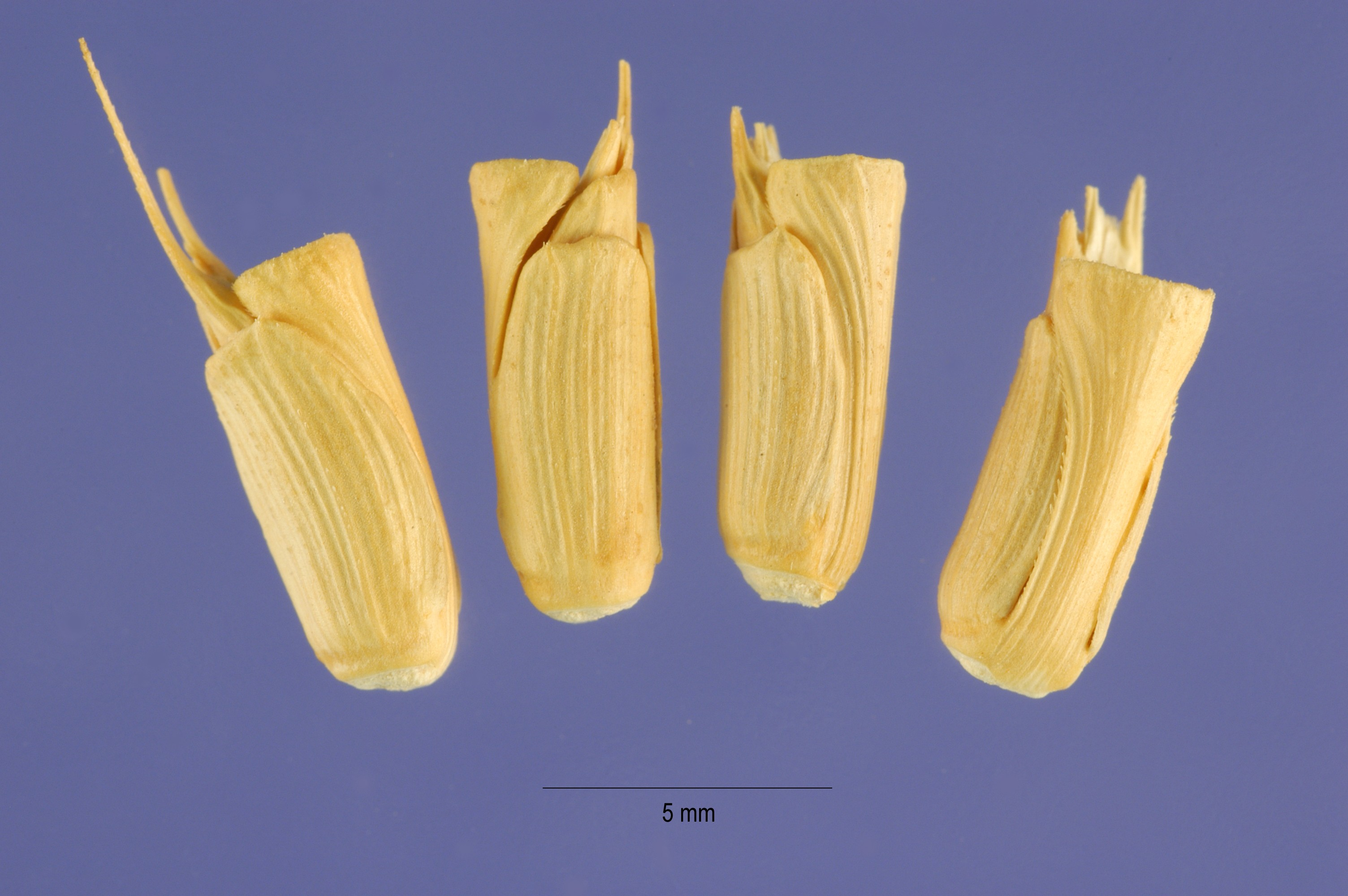
Graines dAegilops cylindrica

La floraison se produit en mai-juillet. L'embryon cunéiforme se situe à une extrémité du caryopse, en position latérale. L'albumen est dur, blanc et opaque. Un seul individu de l’Aegilops cylindrica peut produire plus de 3 000 graines. Chaque segment d’épillet contient en moyenne 2 graines viables. L’espèce est génétiquement liée au blé commun (Triticum aestivum) et peut s’hybrider naturellement avec celui-ci. Aegilops cylindrica est aussi apparenté à Triticum turgidum subsp. durum ce qui pose des problèmes dans les cultures de blé en général.

## Nuisance

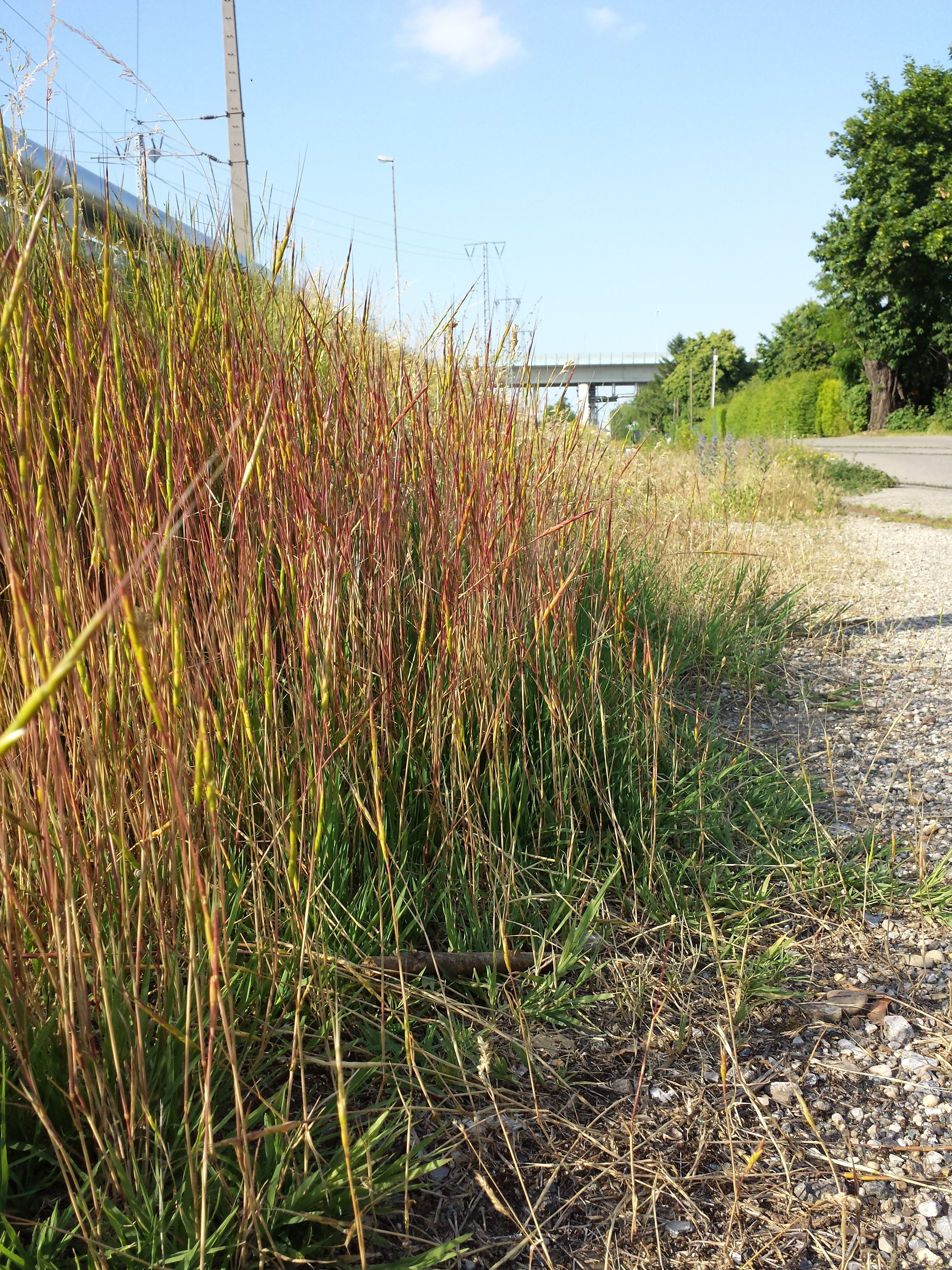
Aegilops cylindrica sur le bord d'une route

Cette herbacée est un organisme réglementé et une mauvaise herbe nuisible interdite au Canada. Les segments d'Aegilops cylindrica sont de forme et de taille semblables à ceux du grain du blé commun, ce qui rend le nettoyage difficile et peut causer des pertes de rendement de 25 à 29 % au champ. De plus, leur génétique commune signifie qu'aucun herbicide homologué n'est disponible pour isoler Aegilops cylindrica tout en préservant les espèces de blés. Cela pose des problèmes aux agriculteurs, qui doivent subir des rendements réduits et un blé de moins bonne qualité.

## Biotope et répartition
Aegilops cylindrica se rencontre dans les décombres, les lieux arides et les pelouses écorchées tout en restant très rare,. Elle prolifère également dans les champs cultivés, les pâturages et milieux perturbés en bordure des clôtures, des fossés et des routes. Cette plante est indigène du sud-est de l’Europe et de l’Asie occidentale. Elle est présente en Europe centrale et orientale et en Afrique septentrionale. Puis elle fut introduite et répandue aux États-Unis à la fin du XIXe siècle, particulièrement dans les États de l’ouest du pays via des semences de Triticum aestivum subsp. aestivum (blé commun) contaminées. Aegilops cylindrica se trouve par conséquent majoritairement dans des zones situées au dessus du tropique du Cancer.